# Vellakinar
Vellakinar è una suddivisione dell'India, classificata come town panchayat, di 9.609 abitanti, situata nel distretto di Coimbatore, nello stato federato del Tamil Nadu. In base al numero di abitanti la città rientra nella classe V (da 5.000 a 9.999 persone).

## Geografia fisica
La città è situata a 11° 05' 01 N e 76° 57' 40 E.

## Società

### Evoluzione demografica
Al censimento del 2001 la popolazione di Vellakinar assommava a 9.609 persone, delle quali 4.889 maschi e 4.720 femmine. I bambini di età inferiore o uguale ai sei anni assommavano a 874, dei quali 498 maschi e 376 femmine. Infine, coloro che erano in grado di saper almeno leggere e scrivere erano 6.957, dei quali 3.773 maschi e 3.184 femmine.